# Orientkrise
In der Orientkrise, manchmal auch Zweite Orientkrise oder Orientalische Krise genannt, mischten sich 1839/41 europäische Mächte in den Konflikt zwischen dem Osmanischen Reich und dem formal zum Osmanischen Reich gehörenden Ägypten ein.

## Vorgeschichte

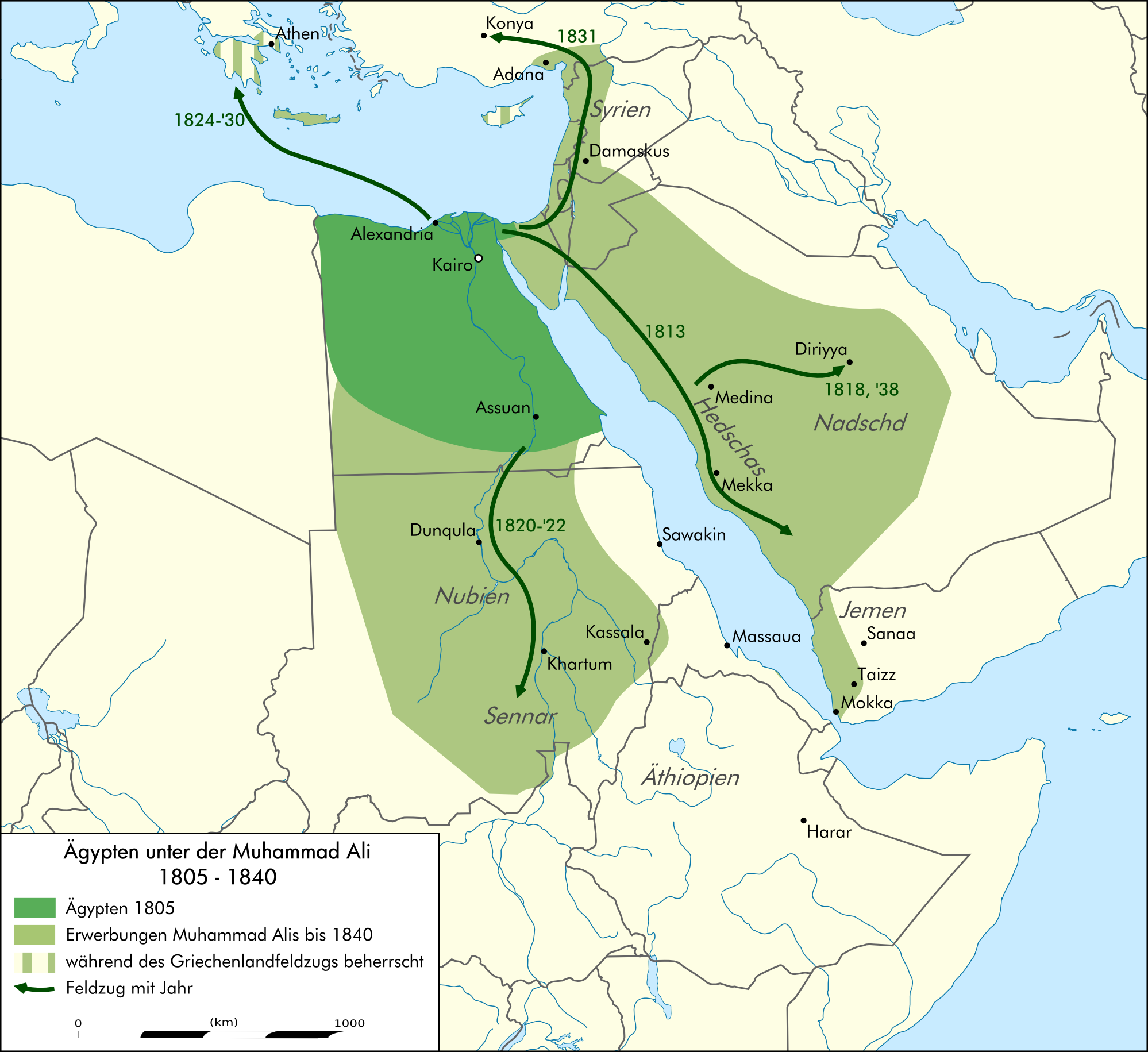
Erwerbungen Ägyptens unter Muhammad Ali Pascha bis 1840

Der Griechische Unabhängigkeitskrieg und der Russisch-Türkische Krieg (1828–1829) hatten das Osmanische Reich geschwächt. Die Orientalische Frage über die Erhaltung des später als „Kranker Mann am Bosporus“ bezeichneten Osmanischen Reiches wurde ein Dauerthema der europäischen Diplomatie. Nachdem sich der osmanische Sultan Mahmud II. geweigert hatte, Muhammad Ali Pascha, den Vizekönig des zum Osmanischen Reich gehörenden Ägypten, auch als Statthalter in Syrien einzusetzen, besetzten ägyptische Truppen 1831 Palästina und Syrien und stießen 1832 bis nach Anatolien vor. Zur Unterstützung des osmanischen Sultans entsandte der russische Zar Truppen, was wiederum Großbritannien beunruhigte. 1833 wurde im Frieden von Kütajeh Muhammad Alis Herrschaft über Syrien vorerst anerkannt. Diese Ereignisse werden manchmal auch Erste Orientkrise genannt.
Frankreich hatte die türkische Niederlage im griechischen Unabhängigkeitskrieg dazu genutzt, 1830 Algerien zu besetzen. Ab 1840 versuchte Ministerpräsident Adolphe Thiers, ausbleibende innenpolitische Erfolge durch außenpolitisches Engagement zu kompensieren. Frankreich sah in Muhammad Ali Pascha einen idealen Verbündeten und unterstützte ihn bei seinem Versuch, sich endgültig aus der Oberhoheit des Sultans zu lösen. Französisches Ziel war es, das ans Mittelmeer grenzende Nordafrika über Sues hinaus zum Einflussgebiet zu machen.

## Verlauf
1838 begannen türkische Truppen mit dem Versuch, Muhammad Ali Pascha aus Syrien zu vertreiben, doch wurden sie 1839 von dessen Sohn Ibrahim Pascha besiegt. Diese Schwächung der Türkei rief die Großmächte Großbritannien, Russland, Preußen und Österreich auf den Plan – sie wollten das Osmanische Reich erhalten, da ein Zerfall der türkischen Herrschaft unkalkulierbare Risiken mit sich gebracht hätte. Frankreich unter Thiers dagegen unterstützte Kairo. Damit war die alte Koalition zwischen der Heiligen Allianz und Großbritannien gegen Frankreich erneuert. Diese Konfrontation verschärfte Thiers durch allgemeine Mobilmachung und Verstärkung französischer Festungen. Ein französischer Flottenverband unter Admiral Julien Pierre Anne Lalande drohte, den Ägyptern zu Hilfe zu kommen.
Großbritannien und die Heilige Allianz schlossen am 15. Juli 1840 in London den Viermächtevertrag zur Befriedung der Levante und stellten Muhammad Ali Pascha ein Ultimatum zum Rückzug. Nachdem der ägyptische Herrscher dieses Ultimatum ignoriert hatte, landeten alliierte Truppen in Syrien und nahmen Beirut und weitere Küstenstädte ein. Frankreich musste die Unterstützung Ägyptens aufgeben, das Osmanische Reich erhielt dagegen britische Militärhilfe. So war Muhammad Ali Pascha 1841 gezwungen, Syrien und Palästina zu räumen und seine Herrschaft auf Ägypten, das aber unter osmanischer Oberhoheit blieb, zu beschränken. Ihm wurde jedoch das Recht zugestanden, die Herrschaft an seine Nachkommen weiterzugeben.
Als Abschluss der Orientkrise wird der Dardanellen-Vertrag von 1841 angesehen.

## Folgen
Durch die Wiederbelebung der Siegerkoalition von 1814 schlug in Frankreich die außenpolitische Krise in eine nationale Stimmungskrise um. Die Wirkung auf die französische Öffentlichkeit war ungeheuer: Man fühlte sich übergangen und gedemütigt, von einem „diplomatischen Waterloo“ war die Rede. Damit das empörte Volk nicht die neue französische Monarchie schon wieder hinwegfegte, lenkte das Kabinett Thiers die wachsende nationale Entrüstung der Franzosen auf ein anderes Thema. Teile der französischen Öffentlichkeit forderten die Revision der Verträge von 1815, Krieg gegen Großbritannien und vor allem gegen die deutschen Staaten. Der Orientkrise folgte die Rheinkrise.
Nach dem Fehlschlag seiner Politik wurde Thiers im Oktober 1840 entlassen.